# Cantó de Saint-Denis-1
El cantó de Saint-Denis-1 és un cantó de l'illa de la Reunió, regió d'ultramar francesa de l'oceà Índic. Correspon a una fracció de la comuna de Saint-Denis. No s'ha de confondre amb el Cantó de Saint-Denis-1 del departament de Sena Saint-Denis.

## Història
| Data d'elecció | Identitat       | Partit |
| -------------- | --------------- | ------ |
| 2001 -         | Nassimah Dindar | UMP    |